# Loučim
Loučim (deutsch Lautschim) ist eine Gemeinde in Tschechien. Auf einer Fläche von 4,25 km² leben 127 Einwohner. Erhalten ist der jüdische Friedhof.
Die Grenze zu Deutschland verläuft etwa 10 km entfernt südwestlich.

## Einzelnachweise

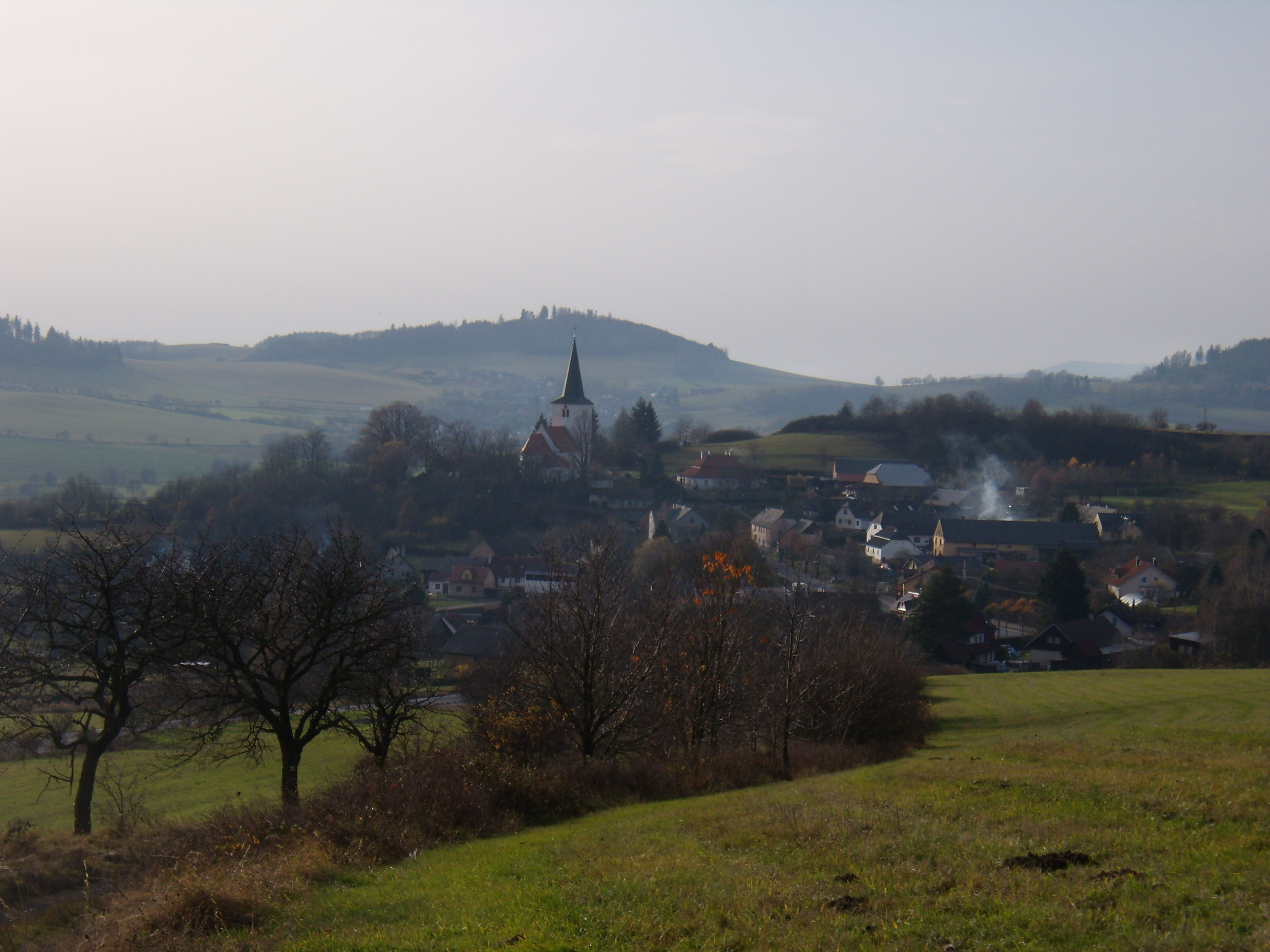
Loučim